# Zrizer
Zrizer  (in arabo الزريزر‎?) è un centro abitato e comune rurale del Marocco situato nella provincia di Taounate, regione di Fès-Meknès. Conta una popolazione di 7 922 abitanti (censimento 2014).